# Münster (Mickhausen)
Münster ist ein Kirchdorf und Ortsteil der Gemeinde Mickhausen im Südwesten des Landkreises Augsburg im Regierungsbezirk Schwaben in Bayern. Zur Gemarkung gehört auch das Dorf Rielhofen.

## Lage
Das Kirchdorf Münster liegt an zwei nach Süden bzw. Südosten abfallenden Hängen im Naturpark Augsburg-Westliche Wälder am Oberlauf der Schmutter inmitten der Stauden. 
Die Kreisstraße A 16 führt von Walkertshofen über Münster, Zirken, Birkach, Leuthau und Königshausen nach Schwabmünchen. Die Kreisstraße A 2 führt von Mickhausen über Zirken, Rielhofen, Konradshofen und Erkhausen nach Scherstetten.

## Geschichte
Die erste urkundliche Erwähnung von Münster findet im Jahre 969 statt. Die Gründung geht vermutlich auf Benediktinermönche zurück, die sich zwischen 750 und 850 n. Chr. in den Wäldern westlich des Lechs und der Wertach niederließen, um hier mit Rodungen das Land urbar zu machen.
Diesen Mönchen ist wahrscheinlich auch der Name des Ortes zu verdanken, denn aus dem lateinischen „Monasterium“ (Kloster) ging im Lauf der Jahrhunderte der Name „Münster“ hervor. Allerdings sind von diesem Kloster keine Reste mehr erhalten, lediglich auf dem Platz, an dem das Kloster stand, ist heute eine andere Sehenswürdigkeit zu sehen.
Bis zur Gebietsreform in Bayern am 1. Juli 1972 gehörte Münster mit seinem Ortsteil zum Landkreis Schwabmünchen und wurde dann dem Landkreis Augsburg (bis 30. April 1973 mit der Bezeichnung Landkreis Augsburg-West) zugeschlagen. Am 1. Mai 1978 erfolgte die Eingemeindung in die Gemeinde Mickhausen.

## Sehenswürdigkeiten

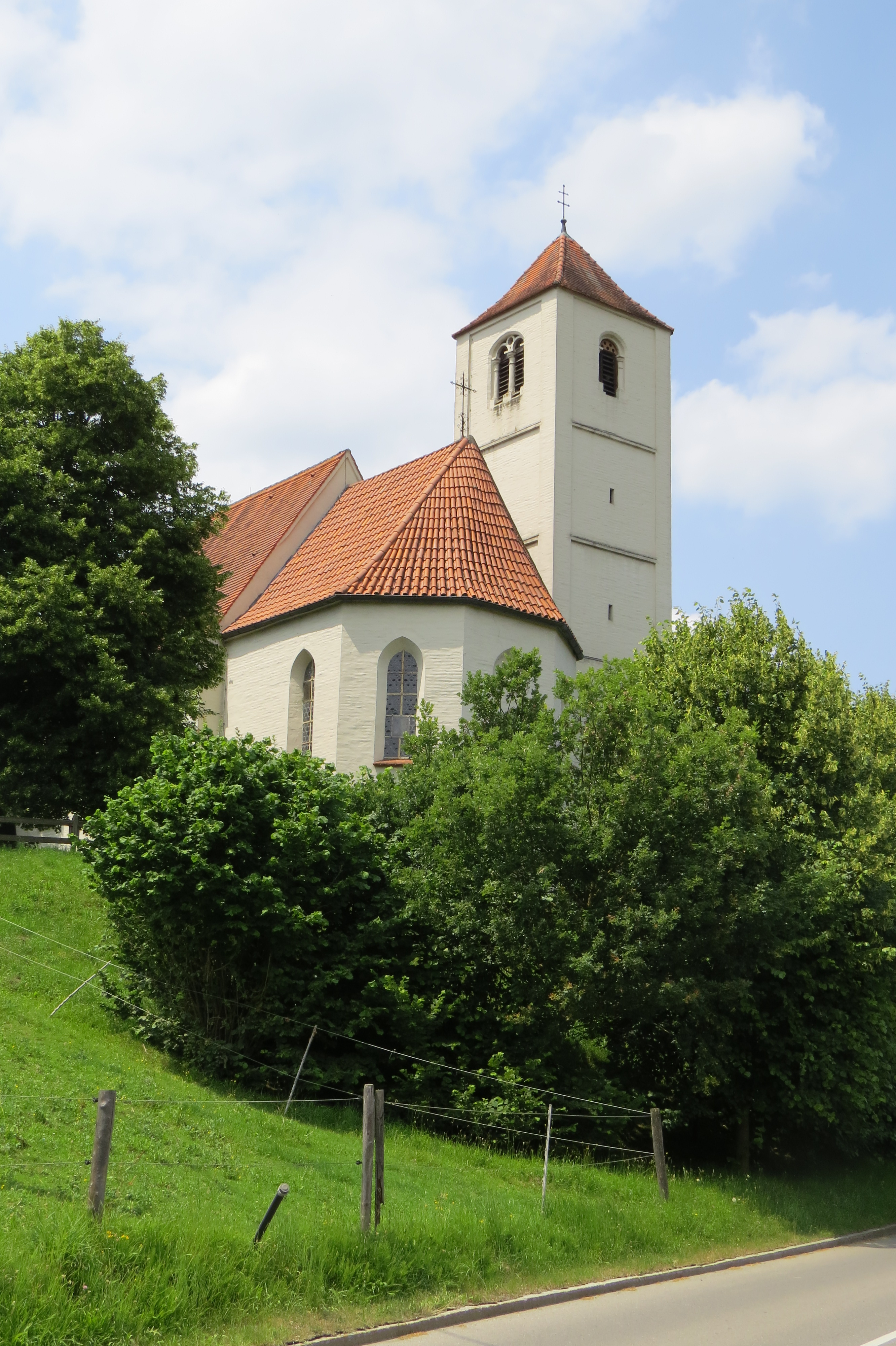
Kirche St. Benedikt und St. Vitus

Die Münsterer Kirche, eine Filialkirche, die den Heiligen St. Benedikt und St. Vitus geweiht ist, gehört zu den wenigen spätgotischen Gotteshäusern in Süddeutschland, die als solche noch erhalten sind. Sie gehört zur Pfarrei Sankt Wolfgang in Mickhausen.

## Trivia
In Münster startete von 1964 bis 1985 und wieder seit 2001 das Bergrennen Mickhausen.